# يحيى أحمد يحيى الحسين
الإمام يحيى أحمد يحيى الحسين (المنصور) ، إمام اليمن (934 - 976م) ، وهو الابن الخامس ل أحمد يحيى الحسين ، توفي عام 976.